# Kényszeres gyűjtögetés
A gyűjtögetési zavar (angolul: hoarding disorder), vagy kényszeres gyűjtögetés (angolul: compulsive hoarding), más néven patologikus halmozás egy pszichológiai betegség, mely megakadályozza az egyént, hogy használhatatlan, vagy szükségtelen tárgyakat kidobjon. Ezáltal a lakhely olyan mértékben telítődik, hogy normális értelemben lakhatatlanná válik. Gyakran Messie-szindrómának is nevezik, ez a kifejezés a bulvársajtóból a szaknyelvbe is átkerült. Súlyos esetben a lakás szeméttelephez hasonlít. 
A kényszeres zavarokhoz sorolják.
Az ebben szenvedő beteget hörcsöghöz is hasonlítják, mely – az állat téli táplálékszükségletének biztosítására – olyan mennyiségű eleségkészletet halmoz fel, hogy alig tud bemenni az odújába.
Egyesek szerint ez a szindróma egy komolyabb pszichológiai stádium megnyilvánulása is lehet, okozhatja félelem, társ elvesztése, egyedüllét elviselhetetlensége, egyéb lelki betegségekre engedhet következtetést. Ezek a tárgyak az elveszett társat jelentik a beteg számára.
A betegségnek 5 stádiuma van, és gyakran társul agorafóbiával (nyílt tértől való félelemmel).

## Jelei és tünetei
Miközben nincs egyszerű meghatározása ennek a szindrómának, az alábbi jelenségek utalnak az állapotra:
- Gyűjtése, vagy beszerzése mindennemű használati tárgyaknak, ruhaneműknek, csecsebecséknek, dobozoknak, zacskóknak, munkaeszközöknek, alkatrészeknek, játékszereknek, könyveknek, újságoknak, vagy mindenféle használati eszközöknek. Gyűjthet egy vagy többféle tárgyat, vagy akár állatokat is.
- Lakóhely oly mértékű zsúfolása az említett tárgyakkal, hogy normális használatát majdnem lehetetlenné teszik.
- Jelentős akadály okozása a napi élet funkcióinak (takarítás, rendtartás, szükséges tárgyak hozzáférhetősége stb.) tekintetében.
- Fizikai képtelenség a használhatatlan lomtól való megválásra.
- Különleges esetekben a betegség kleptomániával is párosulhat.
- Krónikus probléma az időbeosztással.
- A cselekvés képességének bénulása fontos szituációkban is.
- A normális szociális kötelességek elmulasztása, például csekkek, hivatalos posta fel nem bontása.
- Korlátozott beilleszkedési képesség, a rendetlenség miatt.
- Tehetetlenség érzése a káosz nyomása alatt.[3]

Ez az állapot olyan méreteket ölthet, hogy az egyénre és környezetére sérülési veszéllyel, tűzveszéllyel és társadalmi kirekesztéssel is járhat. Különböző embereknél másként jelennek meg a tünetek, de az eredmény mindig hasonló. Az állapot kezelése majdnem mindig hosszadalmas terápiát kíván.
Az értékelés zavarával jár. Az érintettnek nehézsége van azzal, hogy a tárgyak értékét vagy értéktelenségét megbecsülje, és az értéktelen tárgyaktól megváljon. Ehelyett sok tárgyat túlértékel, így képtelen tőlük megválni. Jellemző, hogy cselekvéseiket nem tudják a napi feladatok tervszerű elvégzésére irányítani. Gyakran maguk is észreveszik, hogy irracionálisan cselekszenek, mégis képtelenek ennek megfelelően lépni. Szélsőséges esetben a lakás, ház, kert nagy részét dobozok, halmok, ládák és zsákok foglalják el, csak keskeny átjárót hagyva a mozgáshoz. Hogyha a kényszeres gyűjtögető bérlakásban lakik, akkor fennáll a kilakoltatás és a hajléktalanság veszélye is.
A tárgyak halmozása mellett hajlamos a kötelezettségek teljesítését halogatni más, kevésbé sürgős teendők javára. Ez a fontossági sorrend felállításának képtelenségére mutat. Különösen azok a cselekvések esnek nehézségére, melyek nem jelentenek örömet, ahogy a feladatok időbeosztása is. A célszerű tervezés is komoly nehézségbe ütközik. A végrehajtó funkciók ugyanúgy sérülnek, mint figyelemhiányos hiperaktivitás-zavar esetén.
A kényszeres gyűjtögetőkre jellemző, hogy nagy elánnal esnek neki a feladatoknak, és sokat terveznek, de végül megállapítják, hogy a feladat túl nehéz, és abbahagyják. Így sok megkezdett projekt félbemarad, és hozzájárul a káoszhoz.
Sokuk szenved otthona állapota miatt, és szégyelli is. A szociális elszigeteltség miatt mások nem tudják felismerni a problémát, és nem is keresnek saját maguk kiutat belőle. Kívülállók számára legtöbbjük képes elrejteni a problémát, és nyitott, optimista, sokoldalú és kreatív embereknek látszanak. Gyakran jól öltözöttek, és tiszták is, habár vannak, akik elhanyagolják magukat. Paradox módon hajlamosak a maximalizmusra.
Néhány gyakori, konkrét tünet, amiket a kóros gyűjtögetők esetében tapasztalni lehet:
1. Hajlamosak nagy mennyiségben a környezetükben szabadon hozzáférhető tárgyakat felhalmozni, amiket a legtöbb ember nem gondol hasznosnak vagy értékesnek. Mint például:
- Reklámanyagok, reklámlevelek
- Régi katalógusok és újságok
- Dolgok, amik hasznosak lehetnek valamire a későbbiekben
- Ruhaféleségek
- Romlott ételek, csomagolások/szemét
- Ingyenes bemutatótermékek

2. Az otthonában akkora a zűrzavar, hogy több helyiség megközelíthetetlen és nem tölti be rendeltetésszerű szerepét. Mint például:
- Nem lehet az ágyakban aludni.
- Ételkészítésre alkalmatlan konyhák, hűtők dugig tele romlott ételekkel, tűzhelyek tűzveszélyes dolgokkal teli, mint például reklámújság és régi ételek főzőlapok tetején.
- Étkezésre használhatatlan asztalok.
- Használhatatlan székek, kanapék.
- Piszkos, egészségtelen fürdőszobák; emberi ürülék kupacok vannak az otthon bizonyos helyein gyűjtve, néha állati ürülék van a padlón, óriási zsákok évek óta gyűjtött pelenkákkal tele.
- Kádak, zuhanyzók és mosdók tárgyakkal töltve, szóval mosakodásra és fürdésre alkalmatlanok. Gyűjtögetők így valószínűleg elfelejthetnek fürödni.
- Néhányan állatokat gyűjtenek, akik minimálisan se képesek gondoskodni róluk; gyakran elpusztult állatokon kannibálkodnak más állatok a kupacok alatt.

3. A zűrzavar és rumli annyira szörnyű, hogy betegséget, szorongást, legyengülést okoz. Például:
- Nem engednek be látogatókat, mint családot és barátokat, vagy javító és karbantartó szakembereket, mert szégyellik a rendetlenséget.
- Behúzva hagyják a függönyöket, tehát senki se tud belátni
- Sok vitába kerülnek családtagokkal, lakótársakkal a rendetlenség miatt.
- Tűz, elesés, fertőzés vagy kilakoltatás veszélyébe kerülnek.
- Depressziósnak vagy idegesnek érzik magukat az idő nagy hányadában a rendetlenség miatt.

A társas kapcsolatok fenntartásának nehézsége további problémákhoz vezethet, mint a társadalmilag elvárt minimális követelményeknek sem felelnek meg. Viselkedésüket kívülről összetéveszthetik más állapotokkal. Szubjektívan azokat is kényszeres gyűjtögetőnek gondolhatják, akik csak nem tudnak rendet tartani. A felismerést segíti a leblokkolás a saját otthon kapcsán.

### Állathalmozás
Az állathalmozás egy olyan gyűjtögető kényszer, mely során egy illető nagyszámú élő állatot tart a lakásában anélkül, hogy megfelelő tartási körülményeket tudna biztosítani számukra, így azok kannibalizmusra vetemednek. Mint a legtöbb mentális zavar esetén, az illetőnek nincs betegségtudata, így nincs tisztában azzal, hogy cselekedeteivel rosszat tesz az állatoknak és környezetének.

## Okai
A kényszeres gyűjtögetésnek sok oka lehet; az itt felsoroltak csak lehetséges okok vagy tényezők. Sok esetben költözéskor magukkal visznek olyan tárgyakat, amelyeket értékesnek vagy megőrzendőnek tartanak, az új helyen viszont nem csomagolják ki. A költözés egybeeshet válsághelyzetekkel, mint például válás vagy a hosszúra nyúló munkanélküliség. Ok lehet önmagában a trauma is; pszichológusok komplikált gyászról, vagy az alkalmazkodás zavaráról beszélnek.
Kizáró, illetve differenciáldiagnózisként szóba jöhetnek olyan betegségek, amelyek gyengeséget és az állóképesség gyengeségét okozzák, így fatigue-szindróma, cukorbetegség, rák; de lehet a látás romlása, vagy egyedülállóként megöregedés.
Ok lehet a veszteségtől való félelem. A megszerzett vagy kapott tárgyhoz kellemes emlék kapcsolódik. Ha valaki életében nem kapott gyengédséget, szeretetet, megerősítést, akkor számára ez lehet az egyetlen erőforrás. Ezt az emléket nem akarja elveszteni, így összegyűjti ezeket a tárgyakat. Nem akarja kidobni, mert azzal az emléket is kidobná.
A túlhajtott gyűjtőszenvedély oka lehet a fukarság is. Az illető nem akar megválni a dolgoktól, mivel azok használhatók lennének valamire; még akkor is, ha már mértéktelen a felhalmozás, és ő elvesztette az áttekintést, és nem tudja, hogy miből mennyi van. Az erőforrások kímélése újrahasznosítás céljából a fogyasztói társadalom ellenpontjaként szintén motiválja a tárgyak megtartását. Az elromlott tárgyakat gyakran megpróbálja megjavítani vagy új szerepet találni számára.

## Kapcsolat más pszichikai zavarokkal
Az BNO-10 vagy a DSM-IV nem tartalmazza a kényszeres gyűjtögetést, így nincs ilyen diagnózis, ami után a terapeuták orientálódhatnak.
Különböző pszichikai zavarok állhatnak mögötte, amelyek az önszabályozást vagy a végrehajtó képességet gyengítik. Lehet személyiségzavar, depresszió, kényszerbetegség vagy más pszichiátriai betegség is.
Egyes szakértők szerint, hogyha nincsen más pszichés zavar a háttérben, akkor a Figyelemhiányos hiperaktivitás-zavar egy változatáról van szó. Ennek vizsgálata a szakorvosi vagy pszichiátriai diagnózis része.
Azonban van tanulmány, ami rámutat arra, hogy a kényszeres gyűjtögetés önálló kórkép is lehet.

## Kezelése
A kényszeres gyűjtögetés nem csak jelentős egészségügyi kockázatokkal társul, de a tudósok szeretnének rámutatni, milyen fontos a beavatkozás a gyűjtögető életét és munkáját tekintve. A kényszeres gyűjtögetők 42%-a találja viselkedését problematikusnak, 63%-uk esetében pedig a családjuk és barátaik látják annak. Az eredmények arra utalnak, hogy a gyűjtögető egyének csökkentett érzékenységet mutathatnak a saját és mások érzelmei tekintetében, és fordítva – emberek helyett az őket körülvevő világot alkotó mellékes dolgokat tartják fontosabbnak. Az alacsony érzelmi intelligenciával rendelkező betegek nem képesek szervezni dolgaikat, vagy akár megválni tőlük. Hátrányos tulajdonságai vonatkozásában átfogó kutatást végeztek, hogy megtalálják a gyógymódot. Bár ez egy folyamatban lévő kutatás, a gyűjtögető betegeknek csak harmada reagál jól a gyógyszerekre és a terápiás kezelésekre. A DSM-mel együtt, a kezelések biztosítási fedezete és a speciális oktatási programok is változni fognak.
Hasznos lehet, ha a kényszeres gyűjtögető segítséget kap, azonban ezt nem mindig veszik igénybe, mivel szégyellik otthonuk állapotát. A szégyen mellett tarthatnak attól, hogy jogaikban korlátozzák őket, hiszen otthonuk állapota egy gondnokság alá vételi per alapja is lehet. Habár a gondnokot segítőnek rendelik ki, maga a jogok korlátozása, és a per által okozott stressz is súlyosbítja a helyzetet. Akár örököseit is beperelhetik a gyűjtemény miatt, ha nem tudnak gyorsan megszabadulni tőle. Mások beavatkozását a segítő szándék ellenére a magánszférájukba való beavatkozásnak tekintik, és nem akarják gyűjteményük kezelését másokra bízni.
Például a Karitász folytat nyílt tanácsadást, és tréningeket is tart a háztartás szervezésére. Sok szakértő a coachingot tartja megfelelő módszernek, mivel a coach nem személyesen avatkozik be, hanem tanácsokat ad, hogy például miből mennyit érdemes félretenni későbbi felhasználásra. A munkatervek előállítása és az ezeknek való megfelelésben való támogatás gyakran eredményesen segít a napi feladatok strukturálásában. Mivel a kényszeres gyűjtögetők már maguktól szégyenkeznek és bűntudatuk van, a dorgálás nem használ. Ehelyett kisebb lépéseket kell tenni.
A kényszeres gyűjtögetést más kényszerbetegségekhez hasonlóan viselkedésterápiával lehet kezelni. Itt el kell nyomni azt a kényszert, hogy ezt meg kell tartanom, ezzel a gyűjtögető tevékenységet megszüntetni. A keletkező negatív érzelmeket nem szabad figyelmen kívül hagyni. Angol nyelvterületen egyéni és csoportterápiát is folytatnak 
Fontos, hogy a személy megbízzon a terapeutában, melyet a kölcsönös tisztelet és elismerés jellemez. Önsegélyező csoportok segíthetnek megtanulni a dolgok valódi értékét. A spirituális szemlélet és a humor segíthetnek ebben.
Német nyelvterületen rendelkezésre áll segélytelefon is.
Nincs éles határ a rend fenntartására való képtelenség és a súlyos, az autonómiát súlyosan veszélyeztető zavar között. Hiányoznak azok a kritériumok, melyek mentén el lehetne dönteni, hogy valóban szükség van-e kezelésre.

### Gyógyszerek
A rögeszmés-kényszeres rendellenességeket a következő antidepresszánsokkal szokták kezelni: a klomipramin nevű triciklikus antidepresszáns, és szelektív szerotoninvisszavétel-gátlók. A jelenlegi gyógyszeres kezelés csökkenti a kényszerbetegség tüneteit, de meg nem gyógyítja. Több ilyen vegyület (mint a paroxetin, amely egy fenilpiperidin származék) sikeresen tesztelték obszesszív-kompulzív zavaros (OCD) gyűjtögetőknél.
Ha áll valami más pszichiátriai rendellenesség a háttérben, akkor azt lehet gyógyszeresen kezelni. Így ADHS esetén stimulánsok, depresszió és kényszerbetegség esetén antidepresszánsok segíthetnek.

## Története
Sandra Feltoner amerikai gyógypedagógus maga is érintett volt. Miután sikerült megszabadulnia az állapottól, tanácsadót publikált, és az 1980-as években önsegítő csoportot alapított, Messies Anonymous néven. Angol nyelvterületen nem terjedt el a messie elnevezés, de német nyelvterületen a sajtó ismertté tette.
2006-ban Evelyn Grill regényt sikeres adott ki egy kényszeres gyűjtögetőről és környezetéről. Ezzel a fogalom bekerült a nyelvi köztudatba és széles spektrumot jelölt az egészségesektől a betegekig.

### Szakirodalom
- Arnd Barocka u. a.: Die Wohnung als Müllhalde. In: MMW – Fortschritte der Medizin. 45, 2004.[1]
- Werner Gross: Messie-Syndrom: Löcher in der Seele stopfen. (PDF; 54 kB) In: Deutsches Ärzteblatt, Ausgabe PP, Für psychologische Psychotherapeuten und Kinder- und Jugendlichenpsychotherapeuten. Heft 9, 10. September 2002, S. 419–420; abgerufen am 2. Juni 2019.
- Norbert Lotz u. a.: Drunter und Drüber. Das Messie-Syndrom. First-Verlag, Frankfurt 2014, ISBN 978-3-931562-20-5.
- Joachim Marschall. Wenn Sammeln Leiden schafft (2009)
- Rainer Rehberger: Messies – Sucht und Zwang. Psychodynamik und Behandlung bei Messie-Syndrom und Zwangsstörung. Klett-Cotta, Stuttgart 2007, ISBN 978-3-608-89049-5.
- Veronika Schröter: Messie-Welten. Klett-Cotta, Stuttgart 2017, ISBN 978-3-608-89183-6.
- Andreas Schmidt: Der Messie House Index (MHI) – Versuch einer empirischen systematischen Quantifizierung über verhaltensökologische Phänotypus-Diagnostik des Messie Phänomens. Grin-Verlag, München 2009, ISBN 978-3-640-30710-4.
- Gisela Steins: Untersuchungen zur Deskription einer Desorganisationsproblematik. Was verbirgt sich hinter dem Phänomen Messie? In: Zeitschrift für Klinische Psychologie, Psychiatrie und Psychotherapie. 2000; 48, Heft 3, S. 266–179.
- Gisela Steins: Desorganisationsprobleme. Das Messie-Phänomen. Pabst Science Publishers, Lengerich u. a. 2003, ISBN 3-89967-009-4.
- Gisela Steins u. a.: Aber Messie bin ich noch! Eine Interventionsfallstudie zum Messie-Phänomen. Pabst Science Publishers, Lengerich u. a. 2004, ISBN 3-89967-109-0.
- Alfred Pritz (Hrsg.): Das Messie-Syndrom: Phänomen – Diagnostik – Therapie. Springer Verlag, 2009, ISBN 978-3-211-76519-7.
- Annina Wettstein: Messies. Alltag zwischen Chaos und Ordnung. Zürich 2005, ISBN 3-908784-03-4.

### Önsegélyező irodalom
- Eva S. Roth: Das Messie-Handbuch – Unordnung, Desorganisation, chaotisches Verhalten – Beschreibung und Ursachen. Klotz, Eschborn bei Frankfurt am Main 2005, ISBN 3-88074-471-8.
- Eva S. Roth: Einmal Messie, immer Messie? Momentaufnahmen aus einem chaotischen Leben. Klotz, Eschborn bei Frankfurt am Main 2005, ISBN 3-88074-470-X.
- Barbara Lath: Leitfaden für den Umgang mit Chaos-Wohnungen. Klotz, Eschborn bei Frankfurt am Main 2006, ISBN 3-88074-479-3.

## Fordítás
- Ez a szócikk részben vagy egészben  a   Compulsive hoarding című angol Wikipédia-szócikk fordításán alapul.  Az eredeti cikk szerkesztőit annak laptörténete sorolja fel. Ez a jelzés csupán a megfogalmazás eredetét és a szerzői jogokat jelzi, nem szolgál a cikkben szereplő információk forrásmegjelöléseként.
- Ez a szócikk részben vagy egészben  a   Messie-Syndrom című német Wikipédia-szócikk fordításán alapul.  Az eredeti cikk szerkesztőit annak laptörténete sorolja fel. Ez a jelzés csupán a megfogalmazás eredetét és a szerzői jogokat jelzi, nem szolgál a cikkben szereplő információk forrásmegjelöléseként.

1. ↑  Archiválva Webarchive-hiba: Dátum hiányzik dátummal a(z) www.klinik-hohe-mark.com archívumban Webarchive-hiba: ismeretlen archívum-URL Klinik Hohe Mark.